# Crameria nyassica
Crameria nyassica là một loài bướm đêm trong họ Noctuidae.